# Datenanalyse
Die Datenanalyse verwendet statistische Methoden, um aus erhobenen Daten Information zu gewinnen.

## Begriffsbestimmungen, nähere begriffliche Eingrenzung

### Grundlegendes
In der Datenanalyse wird mit statistischen Methoden gearbeitet, mit welchen aus vorliegenden numerischen Einzeldaten zusammenfassende Informationen (Kenngrößen) gewonnen und tabellarisch oder grafisch aufbereitet und dokumentiert werden.
Statistische Datenanalysen sind ein fester Bestandteil in vielen Bereichen des täglichen Lebens. Das reicht von der Umfrageforschung über prospektive klinische Studien bis hin zu Analysen von latenten Zusammenhängen in sehr großen Datenbeständen (Data Mining).
In der tagtäglichen Praxis wird mit Prozentzahlen argumentiert und einschlägiges Datenmaterial präsentiert, das nicht immer den Kriterien einer profunden und zuverlässigen Datenanalyse genügt. Hier werden immer wieder auch einfache handwerkliche Fehler gemacht.

### Arten von Analysen
Man unterscheidet folgende Arten:
- Die deskriptive Datenanalyse beschreibt die Daten einer ausgewählten Stichprobe oder bei Totalerhebung die Daten der Grundgesamtheit durch Kennzahlen oder grafische Darstellung.
- Die inferenzielle Datenanalyse schließt von der erhobenen Stichprobe auf die Eigenschaften der nicht erhobenen Grundgesamtheit.
- Die explorative Datenanalyse dient dem Entdecken von Zusammenhängen zwischen verschiedenen Variablen.
- Die kontextbasierte Datenanalyse dient dem Entdecken von Konstellationen in inhaltlich zusammenhängenden Daten.

## Berufsfelder der Anwendung
Die Datenanalyse spielt eine entscheidende Rolle in einer Vielzahl von Berufsfeldern, in denen statistische Methoden angewendet werden, um aus erhobenen Daten wertvolle Erkenntnisse zu gewinnen. Diese Berufe erfordern ein fundiertes Verständnis von Daten und Statistik sowie die Fähigkeit, komplexe Zusammenhänge zu erkennen und zu interpretieren.
In der Praxis sind Datenanalysten in diversen Branchen tätig, darunter Wirtschaft, Gesundheitswesen, Marketing, Forschung und Technologie. Einige der prominenten Berufe in der Datenanalyse umfassen:
- Data Scientist: Diese Experten kombinieren fortgeschrittene statistische Analysen mit Programmierkenntnissen, um komplexe Fragestellungen zu lösen. Zum Beispiel verwenden Data Scientists bei E-Commerce-Unternehmen Algorithmen, um das Kundenverhalten zu verstehen und personalisierte Empfehlungen zu generieren.
- Statistiker: Statistiker wenden mathematische Modelle an, um Daten zu analysieren und Vorhersagen zu treffen. Beispielsweise könnten Statistiker in der Pharmaindustrie klinische Studiendaten auswerten, um die Wirksamkeit neuer Medikamente zu bewerten.
- Data Engineer: Data Engineers sind für das Management und die Verarbeitung großer Datenmengen verantwortlich. Sie entwerfen und implementieren Datenpipelines und Datenbankarchitekturen, um den Datenfluss in Unternehmen sicherzustellen. Zum Beispiel könnten Data Engineers bei einem Technologieunternehmen Big-Data-Plattformen entwickeln, um Daten für maschinelles Lernen zu verarbeiten.
- Business Analyst: Business Analysten nutzen Datenanalysen, um Geschäftsprozesse zu optimieren und strategische Entscheidungen zu unterstützen. Sie könnten beispielsweise Markttrends analysieren, um Marketingstrategien zu entwickeln oder operative Effizienz zu verbessern.
- Forschungsanalytiker: Forschungsanalytiker verwenden Daten, um wissenschaftliche Fragestellungen zu untersuchen und Forschungsergebnisse zu präsentieren. Zum Beispiel könnten Forschungsanalytiker in der Sozialwissenschaft Daten aus Umfragen analysieren, um Trends und Muster in der öffentlichen Meinung zu identifizieren.

Berufe in der Datenanalyse erfordern in der Regel eine Ausbildung in Statistik, Mathematik, Informatik oder einem verwandten Fachgebiet sowie Erfahrung in der Anwendung von Analysetools und -techniken. Da die Nachfrage nach Datenanalysten in verschiedenen Branchen kontinuierlich wächst, bieten diese Berufe vielfältige Karrieremöglichkeiten für Fachleute mit starken analytischen Fähigkeiten und einem Interesse an datengesteuerten Lösungen.